# Cezar Borgia
Cezar Borgia, właśc. Cesare Borgia (ur. 13 września 1475 w Rzymie, zm. 12 marca 1507 w Vianie) –  syn kardynała Rodrigo de Borgii (późniejszego papieża Aleksandra VI), kardynał w latach 1493–1498, później włoski polityk i kondotier.

## Życiorys

### Wczesne lata

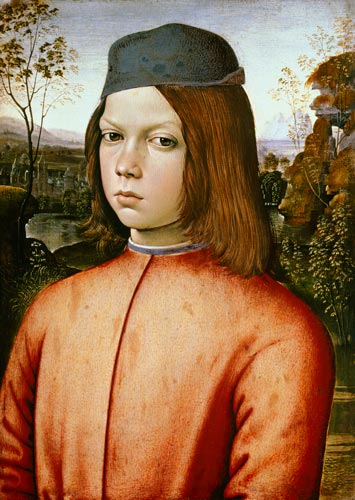
Pinturicchio Cesare Borgia jako dziecko

Jego matką była Vannozza Cattanei, a ojcem Rodrigo de Borgia. Istnieje również wersja, w której ojcem jest Guillen Ramon Lanzol y de Borja, będący siostrzeńcem Rodrigo de Borgii.
Cezar miał dwóch braci rodzonych – Juana i Joffrego, siostrę Lukrecję oraz rodzeństwo przyrodnie (z innych związków ojca). Przeznaczony pierwotnie przez ojca do kariery duchownej, dzięki jego poparciu został w wieku 16 lat, w roku 1491 biskupem Pampeluny. Godność tę sprawował do roku 1492. Po obraniu Rodriga Borgii na papieża w 1492 roku Cezar otrzymał godność arcybiskupa Walencji, którą sprawował do roku 1498. 20 września 1493 papież Aleksander VI kreował go kardynałem diakonem Santa Maria Nuova. W roku 1493 był administratorem apostolskim diecezji Nantes. W latach 1493–1495 był administratorem apostolskim diecezji Castres. W latach 1495–1499 był administratorem apostolskim diecezji Elne i diecezji Coria.
Papież Aleksander VI wiązał nadzieje na ugruntowanie potęgi rodu Borgiów ze swoim synem lub bliskim krewnym Juanem, którego wcześniej mianował dowódcą armii papieskiej. Jednak w nocy z 14 na 15 czerwca 1497 r. Juan został zamordowany w niewyjaśnionych okolicznościach. Pierwsze oskarżenia o zabójstwo padły pod adresem Cezara w liście z 22 lutego 1498 r. od Giovanniego Alberto Della Pigna do księcia Ferrary. Alberto zapewniał księcia, że otrzymał tę wiadomość z „najpewniejszego źródła”.
18 sierpnia 1498, po płomiennej przemowie przed konsystorzem, papież Aleksander VI wyraził zgodę na zrezygnowanie przez Cezara z godności kardynalskiej. Tego samego dnia ambasador francuski Louis de Villeneuve przekazał Cezarowi dekret króla Francji Ludwika XII nadający mu tytuł księcia Valentinois.
Cezar objął stanowisko zmarłego brata Juana i został kondotierem.

### Kariera wojskowa
Mając poparcie ojca i króla Francji, Cezar snuł plany podbicia Włoch. Dążył do rozszerzenia posiadłości Państwa Kościelnego i stworzenia enklawy rządzonej wyłącznie przez ród Borgiów. Wysłany przez Aleksandra VI z misją podporządkowania miast Romanii w centralnej Italii, przeprowadził w okresie od listopada 1499 do maja 1501 dwie kampanie, w trakcie których podbił Imolę, Forli, Pesaro, Rimini i Faenzę. Po wygnaniu Pandolfo IV Malatesty w latach 1501-1503 tytułował się księciem Romanii. W lecie 1501 r. wojska Borgii opanowały Piombino i Sienę. Planował zajęcie Florencji, jednak na przeszkodzie stanęła interwencja Ludwika XII, który obawiał się wzrostu potęgi Cezara w środkowej Italii i nakazał mu wycofanie wojsk. Wówczas Cezar wszedł w sojusz z Ercole d’Este i dzięki temu sojuszowi w roku 1502 zdobył księstwa Urbino i Camerino, a jego kondotier w tym samym czasie podbił Arezzo należące do księstwa Florencji. W 1503 roku utracił wszystkie wcześniej zdobyte posiadłości.
W latach 1501–1502 Leonardo da Vinci pracował dla Cezara jako architekt i inżynier wojskowy, obmyślając nowe machiny wojenne.
Jako polityk Cezar Borgia nie cofał się przed łamaniem podpisanych traktatów, gwałtem i zbrodnią, jeśli miało to prowadzić do zamierzonego celu. Z jego inspiracji zginęło wielu członków rywalizującej z nim rodziny Orsini. Wzorował się tu na wielkich postaciach starożytności, którzy podobnie osiągali swe cele. Kierował się dewizą: „Aut Caesar, aut nihil” (Albo Cezar, albo nic).

### Niepowodzenia po śmierci ojca
Małżeństwo, potomstwo i siła Cezara w wielkiej mierze zależały od wpływów ojca. Gdy ten zmarł 18 sierpnia 1503 r., Cezar starał się doprowadzić do wyboru następcy, który byłby przynajmniej neutralny wobec jego starań o stworzenie własnego państwa w środkowych Włoszech. Wybór padł na kardynała Piccolominiego, który dzięki jego poparciu został wybrany papieżem (22 września), jednak zmarł już 18 października. Cezar zmuszony był poprzeć kardynała Giuliana della Rovere, który obiecał, że pozwoli mu zachować wszystkie jego tytuły i dobra, jednak już jako papież Juliusz II okazał się jego najzacieklejszym wrogiem. Nowy papież kazał aresztować Borgię – 25 października 1503 roku Cezar, pozostający wówczas z dala od Rzymu, został zatrzymany, a później umieszczony w więzieniu w Medinie w Hiszpanii, skąd uciekł pod koniec 1506 r. Znalazł schronienie na dworze swojego szwagra Jana III, króla Nawarry.
Zginął 12 marca 1507 roku w bitwie pod Vianą, zapędziwszy się w pogoni za uchodzącymi wojskami hrabiego de Lerin, został ranny, następnie otoczony i zabity przez żołnierzy hrabiego. Zwłoki, wówczas nierozpoznane, porzucono na pobojowisku obdarte ze zbroi i odzieży. Po uroczystym pogrzebie ciało złożono w marmurowym grobowcu w kościele Santa Maria we Vianie (Nawarra). Wiadomość o jego śmierci dotarła do pałacu Lukrecji Borgii 20 kwietnia, obecni pożegnali Cezara słowami „śmierć wojownika”.

## Małżeństwo i potomstwo
12 maja 1499 Cezar ożenił się w Blois z Carlottą d’Albert (1480-1514), siostrą króla Nawarry – Jana III, z którą miał jedyną córkę:
- Ludwikę Borgia, księżnę de Valentinois (1500-1553)

Cezar był ojcem co najmniej 11 nieślubnych dzieci, które miał z różnymi kobietami:
- Girolamo Borgia
- Isabella Pizzabernari
- Izabela, hrabina Carpi
- Lukrecja Borgia (1501/02–1573), po śmierci ojca przeniosła się do Ferrary na dwór swojej ciotki-imienniczki, Lukrecji Borgii, zakonnica, opatka)

## Odniesienia w kulturze
Cesare Borgia był pierwowzorem bohatera traktatu „Książę” Niccolò Machiavellego. Jest jednym z bohaterów powieści Maria Puzo Rodzina Borgiów, pojawia się w grze Assassin’s Creed: Brotherhood, mandze Cantarella autorstwa You Higuri oraz mandze Kakan no Madonna autorstwa Saitou Chiho.